# Joseph Baer & Co.
Die Firma Joseph Baer & Co. war eines der bedeutendsten Antiquariate in Deutschland und Europa. Sie bestand in Frankfurt am Main von 1785 bis zu ihrer zwangsweisen Auflösung in der Zeit des Nationalsozialismus 1934.

## Geschichte
Joseph Abraham Baer (1767–1851), Sohn des Buchhausierers Abraham Baer aus Hanau, eröffnete 1785 ein Antiquariat in der Niederlage im Frankfurter Dominikanerkloster. Es war das erste deutsche Antiquariat und hatte seinen formalen Sitz im hanauischen Bockenheim, da Juden in der Reichsstadt Frankfurt keine Bürger werden und daher kein Unternehmen gründen durften. Durch Vermittlung einflussreicher Kunden konnte er sein Geschäft 1792 in die besser gelegene Steingasse in der östlichen Frankfurter Altstadt zwischen Töngesgasse und Schnurgasse verlegen.
1824 übergab er das Geschäft an seine Söhne Bernhard Joseph (1799–1864), der Prokurist wurde, Leopold Joseph (1805–1861) und Hermann Joseph (1811–1881). Bernhard Joseph wurde 1834 Frankfurter Bürger und konnte damit offiziell am 23. April 1834 die Firma „Joseph Baer – Handlung und Spedition, verbunden mit antiquarischem Bücherlager“ eintragen lassen. Aus dieser entstand 1836 die Firma „Joseph Baer, Antiquariat, Buch- und Kunsthandlung“, in der seine Brüder Prokuristen wurden.
Im Jahr 1841 übernahm Leopold Joseph Baer die Geschäftsleitung der Firma und baute sie zu einem der führenden Antiquariate Deutschlands und Europas aus. Das Antiquariat wurde bald zum Treffpunkt des geistigen Frankfurt, vor allem dem des Vormärz. Es zählte mit seinem umfangreichen Buchbestand von über 200.000 Bänden um 1848 unter anderen Jacob Grimm, Arthur Schopenhauer und Otto von Bismarck zu seinen Kunden. 1850 wurde das Geschäft sowie der inzwischen angeschlossene wissenschaftliche Verlag aus der Steingasse an den Roßmarkt verlegt. 1853 wurde die Firma vom russischen Zaren zum „Hauptkommissionär der Kaiserlichen Öffentlichen Bibliotheken zu Moskau und St. Petersburg etc.“ ernannt. Sie hatte auch wesentlichen Anteil an der Ausstattung öffentlicher Bibliotheken in Deutschland.
Nach dem Tod von Leopold Joseph 1861 führte Hermann mit dessen Witwe das Geschäft weiter, bis Leopolds Sohn Simon Leopold (1845–1919) diesen Anteil übernahm, der die Firma seit 1873, mit Hermanns Sohn Saly Baer (1855–1882), leitete. Hermann ging 1869 nach Frankreich und gründete 1871 eine Filiale in Paris, die nach seinem Tod 1881 sein zweiter Sohn Joseph (* 1853) übernahm, der aber schon 1884 starb. Das Pariser Geschäft wurde dann an F. Fetscherin verkauft („Joseph Baer et Cie. (Jules Moutonnet et F. Fetscherin successeurs)“). Auch ging er 1871 eine Assoziation mit dem Antiquariat von Henry Sotheran in London ein, die 1873 wieder aufgelöst wurde, die Londoner Filiale wurde jedoch bis 1884 weitergeführt.
Seit dem 26. Oktober 1872 führte die Frankfurter Firma den Namen „Joseph Baer & Co.“ Das Antiquariat war eines der größten in Europa mit einem Bestand von rund 500.000 Bänden, als es 1899 in ein speziell für seine Zwecke gebautes Haus in der  Hochstraße 6 umzog. Baer versteigerte u. a. die Bibliotheken Arthur Schopenhauers (1905) und Otto Denekes (1909) und die Autografensammlung der Familie Brentano-Birkenstock (1896).
1901 wurde der langjährige Mitarbeiter Moriz Sondheim (1860–1944) Teilhaber des Antiquariats. Die Söhne von Simon Leopold Baer Leo (1880–1948) und Edwin Baer (1881–1965) führten das Antiquariat mit Moriz Sondheim weiter, ab 1905 als Prokuristen, ab 1911 als Mitinhaber. Zum 1. Januar 1916 schied Simon Leopold als Mitinhaber aus. Die Firma veranstaltete bedeutende Auktionen, so etwa die Bibliothek und Inkunabelsammlung von Kurt Wolff (1912/1926).
In Folge des zunehmenden Drucks auf jüdische Unternehmen (Boykott jüdischer Geschäfte; verminderte Devisenzuteilungen, durch die Bücherbeschaffungen aus dem Ausland verhindert wurden; Untersagung an öffentliche Einrichtungen, bei jüdischen Firmen einzukaufen) war die Firma im Frühjahr 1933 gezwungen, den Geschäftsbetrieb aufzugeben, nach dem Verbot der Berufsausübung für die Inhaber durch die Reichskammer der Bildenden Künste im Juni 1934 wurde sie eingestellt. Leo und Edwin Baer gingen 1934 ins Exil ins Ausland, wo sie beide weiter als Antiquare tätig waren.

## Stammbaum der Familie Baer
- Abraham Baer
  - Joseph (Abraham) Baer (1767–1851)
    - Bernhard Joseph Baer (1799–1864) ⚭ Rosina Fuld
    - Leopold Joseph Baer (1805–1861) ⚭ Helena Töplitz (1806–).
      - Hanna Baer (1844–1890) ⚭ Jacob Hermann Epstein (1838–1919)
      - Bertha Baer (1848–) ⚭ Adolph E. Cahn (1839–1918)
      - Simon Leopold Baer (1845–1919) ⚭Lizzie Lehmaier (1857–1896)
        - Leo(pold Alfred) Baer (1880–1948) ⚭ Magdalene Huber (1893–)
          - Alexandre Baer (1921–)
            - William Baer

        - Edwin (Markus) Baer (1881–1965)

    - Hermann Joseph Baer (1811–1881)
      - Betty Baer (1850–1879) ⚭ Hartwig Derenbourg (1844–1908)
      - Joseph Baer (1853–1884)
      - Saly Baer (1855–1882)

## Kataloge
Die Firma publizierte über 1.000 Kataloge.
- Joseph Baer’s antiquarischer Anzeiger 1, 1855 – 201, 1871
- Antiquarischer Anzeiger von Joseph Baer & Co. 202, 1871 – 473, 1898
- Lagerkatalog. Josef Baer & Co. Frankfurt a. M.  1, 1864 – 791, 1933
- Antiquariats-Katalog 561 [1908] – 782 [ca. 1934]
- Frankfurter Bücherfreund. Mitteilungen aus dem Antiquariate Joseph Baer & Co.  1, 1899/1900 – 11, 1913; N.F. 1 = 12, 1914/19 – N.F. 4 = 15, 1921/22